# Província de Tajima
Província de Tajima (但馬国, Tajima no Kuni) foi uma antiga província do Japão na área correspondente ao norte da atual prefeitura de Hyōgo. Tajima fazia fronteira com as províncias de Harima, Inaba, Tanba e Tango.

Mapa das províncias japonesas (1868) com a província de Tajima em destaque

A antiga capital da província situava-se próxima à moderna Hidaka, apesar de que um castelo maior fora construído em Izushi. Por boa parte do Período Sengoku, essa área foi governada pelo Clã Yamana, subordinado a Oda Nobunaga.
Embora Tajima não seja mais uma entidade política hoje, muitos japoneses que vivem no local ainda se identificam fortemente com o nome e a história.
Tajima é mais conhecida por ser o lugar de origem do Kobe beef, conhecido localmente como bife de Tajima. Igualmente conhecidos são seus diversos onsens, praias e pequenos resorts de ski.  Suas principais indústrias são silvicultura, pesca, agricultura e turismo.